# Blanche Huber
Blanche Huber (n. 17 august 1901, Birkirkara, Eastern Region (Lvant)⁠(d), Malta – d. 19 iulie 1940, Birkirkara, Eastern Region (Lvant)⁠(d), Malta) a fost un medic și farmacist din Malta. Blanche este prima femeie care a absolvit Universitatea din Malta (împreună cu Tessie Camilleri) și prima femeie medic din istoria Maltei.

## Biografie
Blanche Huber s-a născut la 17 august 1901 la Birkirkara, ca fiică a venerabilului Joseph Hubert. În vara anului 1919, împreună cu Tessi Camilleri, Blanche Huber a urmat cursurile Universității din Malta: Tessi Camilleri a studiat filozofia și literatura latină și engleză și Blanche Huber a studiat medicina, absolvind în 1925 și devenind prima femeie care a absolvit în Malta, împreună cu Tessi (Tessi a absolvit universitatea mai devreme decât Blanche). Cu toate acestea, după absolvire, Blanche nu a lucrat într-un spital, ci într-o farmacie din Żejtun.
Blanche Huber s-a căsătorit la Birkirkara cu un coleg medic pe nume Joseph Caruana. Ea a murit la 19 iulie 1940 la vârsta de 40 de ani. În onoarea ei, o strada din Sliema poartă numele ei, aceasta fiind prima stradă din Malta unde a fost montat un bancomat ATM cu criptomonedă, inclusiv Bitcoin.
Blanche Huber este încă foarte populară în rândul maltezelor ca pionier feminin; evenimente comemorative sunt organizate în cadrul aniversărilor Universității din Malta (inclusiv la împlinirea a 100 de ani de la nașterea sa).